# Victoria, psicóloga vengadora
Victoria, psicóloga vengadora es una serie de televisión de drama y acción argentina, considerada la primera serie lockdown latinoamericana, grabada íntegramente durante los primeros meses de cuarentena en 2020. Fue escrita y dirigida por Leo Damario, teniendo a Cecilia Peckaitis como Victoria y cuenta con el protagónico de numerosos actores y actrices en cada uno de sus 8 episodios. Fue estrenada el 27 de agosto del 2021 en Amazon Prime Video. En el 2022 recibió el galardón a mejor serie corta en los premios Cóndor de Plata.

## Sinopsis
Victoria es una psicóloga que desarrolla una particular y extrema terapia de parejas.

## Elenco
- Cecilia Peckaitis como Victoria / Rita.
- Leo Demario como Yoel.

## Episodios
| Capítulo | Título        | Actor/Actriz        | Personaje       |
| -------- | ------------- | ------------------- | --------------- |
| 1        | “Soledad R.”  | Inés Estévez        | Soledad R.      |
| 1        | “Soledad R.”  | Favio Posca         | Patricio P.     |
| 2        | “Stephie M.”  | Florencia Torrente  | Stephie M.      |
| 2        | “Stephie M.”  | Alberto Ajaka       | Julián          |
| 3        | “Emili L.”    | Emilia Attias       | Emili L.        |
| 3        | “Emili L.”    | Benjamín Vicuña     | Antonio         |
| 4        | “Sarah K.”    | Fabiana García Lago | Sarah K.        |
| 4        | “Sarah K.”    | Rafael Spregelburd  | Mauricio Kiguel |
| 5        | “Nadia B.”    | Delfina Chaves      | Nadia B.        |
| 5        | “Nadia B.”    | Marcelo D'Andrea    | Esteban C.      |
| 6        | “Clara G.”    | Natalie Pérez       | Clara G.        |
| 6        | “Clara G.”    | Carlos Belloso      | Gaetano         |
| 6        | “Clara G.”    | Juan Risso          | Raúl            |
| 7        | “Malena Z.”   | Señorita Bimbo      | Malena Z.       |
| 7        | “Malena Z.”   | Naim Sibara         | Edy             |
| 8        | “Patricia B.” | Muriel Santa Ana    | Franca B.       |
| 8        | “Patricia B.” | Federico D'Elía     | Enzo            |

## Premios y nominaciones
| Lista de premios y nominaciones | Lista de premios y nominaciones | Lista de premios y nominaciones             | Lista de premios y nominaciones | Lista de premios y nominaciones | Lista de premios y nominaciones |
| Año                             | Organización                    | Categoría                                   | Nominado/a(s)                   | Resultado                       | Ref(s)                          |
| ------------------------------- | ------------------------------- | ------------------------------------------- | ------------------------------- | ------------------------------- | ------------------------------- |
| 2021                            | Premios Produ                   | Mejor actor de reparto - Serie y miniserie  | Benjamín Vicuña                 | Nominado                        | [ 4 ]                           |
| 2021                            | Premios Produ                   | Mejor actriz de reparto - Serie y miniserie | Natalie Pérez                   | Nominado                        | [ 4 ]                           |
| 2021                            | Premios Produ                   | Mejor actriz revelación                     | Cecilia Peckaitis               | Nominada                        | [ 4 ]                           |
| 2022                            | Premios Cóndor de Plata         | Mejor serie corta                           | Victoria, psicóloga vengadora   | Ganador                         | [ 5 ]                           |
| 2022                            | Premios Cóndor de Plata         | Revelación femenina                         | Cecilia Peckaitis               | Nominada                        | [ 5 ]                           |